# 瓦爾特·馮·賴歇瑙
瓦爾特·卡爾·恩斯特·奧古斯特·馮·賴歇瑙（德語：Walter Karl Ernst August von Reichenau，又譯萊謝勞，1884年10月8日—1942年1月17日）是一位德國陸軍將領，最高軍階為元帥，在第二次世界大戰前期幾乎參加了所有重大戰役，擔任指揮要職。
賴歇瑙出身貴族家庭，但未如傳統的普魯士軍人持有階級偏見，被認為是非典型的軍人。1932年經由叔叔介紹，賴歇瑙與希特勒結識，還違反軍規加入了納粹黨，在希特勒整肅衝鋒隊與軍隊的納粹化給予相當的幫助，後者兩度想任命他為陸軍總司令，但皆因其他陸軍高級將領反對而作罷。
戰爭爆發後，賴歇瑙成了高級指揮員，擔任了軍長、軍團司令、集團軍司令等職務。由於賴歇瑙時常對希特勒的戰爭計畫提出批評，兩人關係因而逐漸疏遠，在第三次陸軍總司令出現職缺時，反而是希特勒拒絕任用賴歇瑙。蘇德戰爭期間，賴歇瑙曾發布了著名的「賴歇瑙命令」，要求在其官兵屠殺蘇聯政委人員和猶太人，也曾推動聯合烏克蘭人和白俄罗斯人對抗蘇軍，但也因被希特勒否決而未果。1941年底，賴歇瑙繼任格特·馮·倫德施泰特元帥南方集團軍總司令職務，但於1942年1月17日因心臟病逝世。

## 生平

### 早年至第一次世界大戰

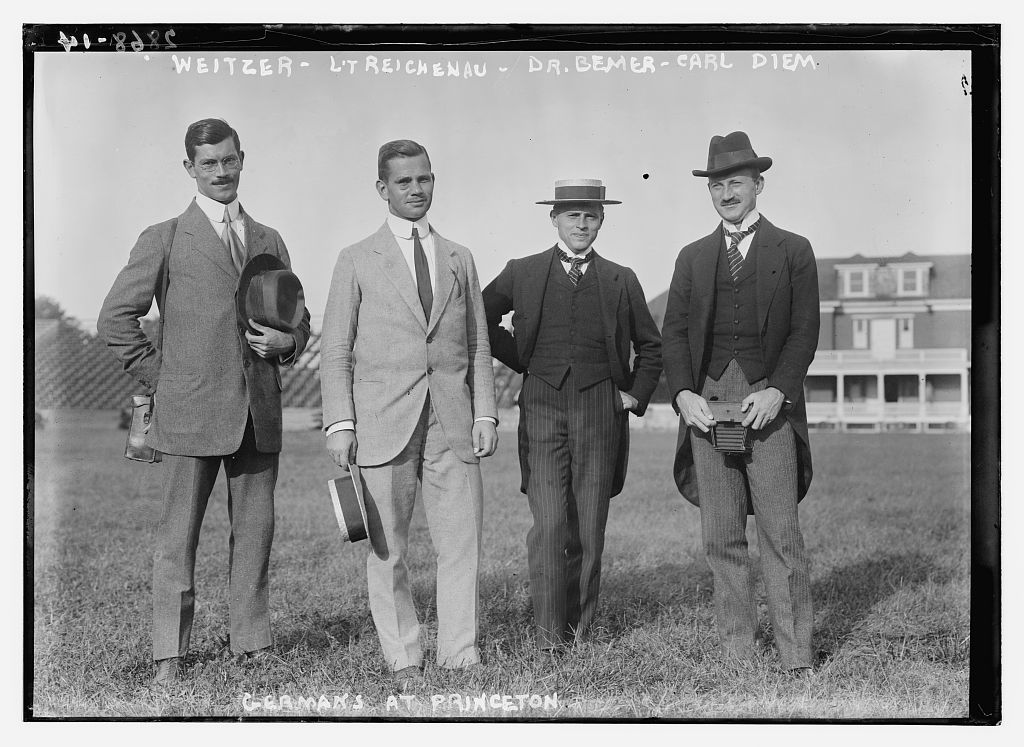
攝於1913年美國普林斯顿大学的賴歇瑙（左二）與卡爾·丁姆（右一），正為1916年奧運比賽進行考察。

賴歇瑙於1884年10月8日出生在德意志帝國卡爾斯魯厄的一個軍人家庭，父親恩斯特·奧古斯都·馮·賴歇瑙（Ernst August von Reichenau）是一名普魯士陸軍中將，其退役後以彈道學專家在一個著名的火砲製造廠任職經理，還曾擔任杜塞爾多夫體育俱樂部協會的榮譽主席，母親則是西里西亞人伊麗莎白·格雷夫（Elisabeth Greve），下還有一個弟弟恩斯特·馮·賴歇瑙。賴歇瑙的父系家族曾因為軍功而被拿騷大公封為貴族，但大公的爵位在1866年時又被俾斯麥公爵所廢，因此賴歇瑙家族並非是一支歷史悠久的貴族，既沒有莊園領地和大量的財富，也沒有受到普魯士傳統的束縛。賴歇瑙的父親退役後經商有成，擁有全德國最大和最成功的家具製造廠，積累了大量的財富，日後被轉為生產軍火，直到1945年被盟軍空襲所毀。
1903年3月14日，高中畢業後的賴歇瑙以候補軍官的身份進入普魯士陸軍服役，加入駐柏林的第1近衛野戰炮兵團。1904年8月10日，晉昇少尉，隨後被推薦進入戰爭學校就讀。1908年，24歲的賴歇瑙獲准隨同父親前往南美進行商務旅行，這段經歷使他日後相當強調語言和了解異國文化知識的重要性。1912年8月18日，賴歇瑙晉升中尉。1914年5月，賴歇瑙被選上送入普魯士戰爭學院深造，接受總參謀部的訓練。儘管賴歇瑙是職業軍人，但在體育活動上也頗為活躍，他是德國首都最大的運動俱樂部——「柏林體育俱樂部」的突出成員，喜歡踢足球和橄欖球類運動，而在當時的社會氣氛除了騎術、擊劍和射擊被視為一名優秀軍官的必要條件外，其他的運動都被視為不良嗜好，也因為被認為過度投入體育活動而被當作外人，他還曾與卡爾親王、西吉斯蒙德親王和馮·卡茨勒中尉組隊跑過400公尺接力賽，以48.1秒創軍官最新紀錄。賴歇瑙也與「柏林俱樂部」總裁卡爾·丁姆相當熟絡，卡爾後來被選為舉辦於柏林的1916年夏季奧林匹克運動會的籌備委員會秘書長。有鑑於美國在體育活動上的優異表現，德國奧運委員會組織一個以卡爾為首的研究小組赴美考察其優勢，賴歇瑙也是小組成員（他能說一口流利的英語）。
1914年8月，第一次世界大戰爆發，賴歇瑙回到第1野戰近衛戰炮兵團任團級副官，同年11月28日晉升上尉。1915年，他進入野戰陸軍參謀部（Generalstab des Feldheeres），年底又調至第47後備步兵師當後勤參謀，之後又曾於第6軍軍部和第7騎兵師師部工作，也曾在東線制定過坦能堡大捷的馬克斯·霍夫曼將軍手下做事。賴歇瑙在戰爭期間獲頒一級鐵十字勳章、霍亨索倫皇家勳章。

### 戰間期

#### 迅速崛起

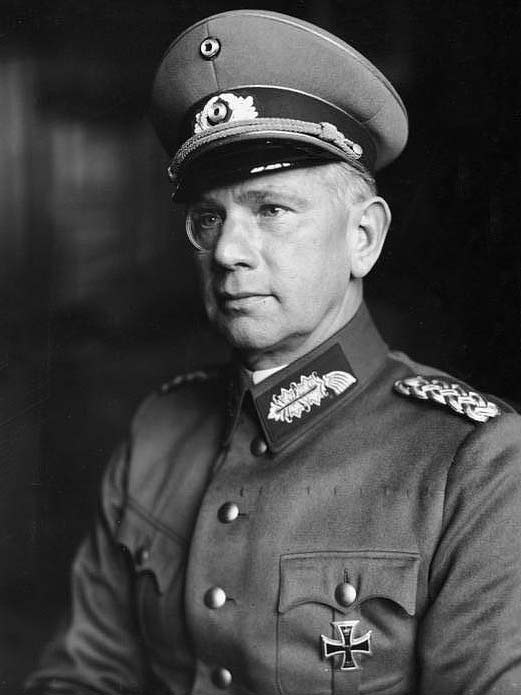
1933年，時任國防部部長辦公室主任的賴歇瑙。

1918年11月，德國求和，戰爭結束，而賴歇瑙以參謀軍官身份服役於東部邊防軍，保衛西里西亞和波美拉尼亞。1919年4月3日，賴歇瑙與西里西亞貴族亞歷山德琳·馬贊（Alexandrine von Maltzan）女伯爵結婚，這一定程度上提昇了賴歇瑙的家族地位，但賴歇瑙非常有女性緣，對妻子也並不忠貞。
戰爭結束後德國成立了共和國，僅被允許保留十萬人的陸軍，賴歇瑙是其中的4000名軍官之一，自1920年起先後任職於明斯特第6軍區司令部和第6砲兵司令部，任駐威斯特法伦帕德博恩的第18步兵團第8機槍連連長。1923年7月1日，賴歇瑙晉升少校，轉入柏林第3軍區任參謀職務。1926年夏，賴歇瑙跟著德國軍事訪問團出訪英國，回來後於1927年春季被調至第1集群司令部（Gruppenkommando 1），同年11月1日，再任駐斯圖加特第5通信營營長。1929年4月1日，賴歇瑙晉升為中校。此次晉升後，賴歇瑙前往英國待了幾個月，於1929年秋季回國，被任命為國防部通信監察部隊監察處參謀長（Chef des Stabs der Nachrichteninspektion）。1931年2月1日，賴歇瑙轉任駐東普魯士柯尼斯堡的第1軍區參謀長，其上司——第1軍區司令便是日後與賴歇瑙關係密切的維爾納·馮·布隆堡中將。1932年2月1日，賴歇瑙晉升上校。
賴歇瑙早在納粹黨上台執政前就與其接觸，1932年4月，賴歇瑙的叔叔弗里德里希·馮·賴歇瑙（Friedrich von Reichenau，一位退休外交官和「海外德僑聯合會」（Vereins für das Volkstum im Ausland）主席，同時也是納粹黨黨魁阿道夫·希特勒的崇拜者）將他介紹給希特勒，兩人密談了一小時多，賴歇瑙決定加入納粹黨，在當時軍職人員加入政黨是違反軍隊內規的。與他叔叔不同，賴歇瑙並非希特勒的崇拜者，他認為納粹主義是用於打擊共產主義的利器，並指望納粹運動為自己的軍事生涯和陸軍的利益所服務。之後，賴歇瑙介紹上司布隆堡給希特勒認識，布隆堡與賴歇瑙不同，容易受到比自己聰明和實際的參謀長所影響，很快就成了希特勒的支持者。1933年1月30日，希特勒被任命為德國總理，布隆堡被任命為國防部長，他的參謀長賴歇瑙則在同年2月1日被任命為國防部「部長辦公室主任」（Chef des Ministeramtes），這個地位和影響力大大超過他目前的上校軍階，與部長布隆堡步兵上將、陸軍總司令庫爾特·馮·哈默施泰因-埃克沃德步兵上將和海軍總司令埃里希·雷德尔上將同為當時國防部中最有權力的4個人，也事實上成了納粹黨和德國軍方之間最重要的聯絡員。
1934年2月1日，在賴歇瑙與布隆堡的刻意操作下，持有反納粹立場的哈默施坦因被強迫退休，陸軍總司令的職缺空了出來，賴歇瑙也在同日晉升為少將。布隆堡說服希特勒任命賴歇瑙為陸軍總司令，此項人事任命原屬於總統保羅·馮·興登堡的特權，然而由於身體狀況不佳的緣故，一般人事權會委任給總理，但由於賴歇瑙軍階過低，資歷也不足，僅因為與政黨關係良好希特勒就想命其為陸軍總司令，引起軍中嘩然，兩位集團軍司令格特·馮·倫德施泰特與威廉·馮·里布更向希特勒表示無法在賴歇瑙下工作。最後此事回到興登堡總統處理，其甚感不悅，認為希特勒侵犯統帥權，他告訴副總理法蘭茲·馮·巴本，若將軍隊交給此人指揮簡直是笑話。布隆堡則告訴興登堡若賴歇瑙不能獲得總司令的任命，他將請辭國防部長職務，興登堡則回應此職務具有政治意義，隨時可以政治理由辭職，但身為軍人無權向國家元首的軍事權威挑戰，否則形同抗命。最終，興登堡任命砲兵上將威爾納·馮·弗里奇繼任陸軍總司令。

#### 「長刀之夜」

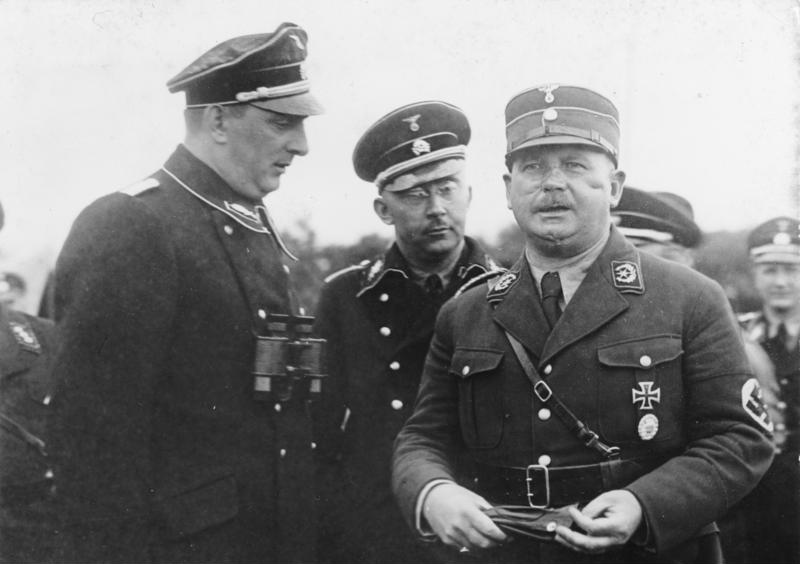
庫爾特·達呂格、親衛隊首領海因里希·希姆萊與衝鋒隊參謀長恩斯特·羅姆。

希特勒取得政權後，原用於作政治鬥爭工具——「衝鋒隊」反變成尷尬的存在，這個組織於1933年成為政府的官方組織，「衝鋒隊」領導人恩斯特·羅姆主張將其併入軍隊，並由他領導，但希特勒深知軍隊支持的必要性，「衝鋒隊」並不具備現代化武力的素質和價值，因此在1933年2月3日做了日後無意將兩者合併的聲明，使羅姆極為不滿，時常向軍方挑釁示威，希特勒時常勸阻羅姆，而又因考量與其的舊情遲遲不以強硬手段處理，直到羅姆準備發起政變的消息傳出後，軍方、親衛隊首領海因里希·希姆萊和普魯士邦總理赫尔曼·戈林立即要求希特勒處置「衝鋒隊」，後者下定決心才派遣親衛隊屠殺其領導人，在這過程中賴歇瑙扮演相當活躍的角色。
早期賴歇瑙於東普魯士任參謀長時與當地的「衝鋒隊」很友好，並視這個準軍事組織為對抗波蘭威脅的重要防衛力量。出任部長辦公室主任後，賴歇瑙便在國防部長、「衝鋒隊」和納粹黨之間進行一連串的合作談判，他提出了一套「軍國」構想，將所有青年都規範必須參與軍事體育、役前培訓以及役內軍事化操練，賴歇瑙嘗試與羅姆協商，讓後者接管1932年成立的「國家青年鍛鍊委員會」，肩負起新兵訓練的責任，並讓軍方為「衝鋒隊」成員提供短期軍事培訓，增加黨和士兵之間的聯繫，並提供納粹黨向軍隊下級官兵宣傳政治理念的機會。在賴歇瑙的構想裡，未來軍隊將能展現出更為現代和務實的整體思維，而不僅是傳統的作戰專家的角色。賴歇瑙對「衝鋒隊」的友好態度還體現在他於1933年10月向戰區司令部作出的指示中，內容也儘可能地考慮到「衝鋒隊」的利益。
然而羅姆無意與軍方合作，前者要求「衝鋒隊」必須具有動員和作戰的能力，但軍方只願意讓其承擔訓練業務。在軍方作為唯一的「國家武裝擁有者」的地位已受到威脅的情勢下，賴歇瑙於1934年6月27日與布隆堡共同催促希特勒採取行動：必須剝奪「衝鋒隊」的權力，而所有會對納粹黨和國家社會主義形成威脅、圍繞在副總理弗朗茨·馮·帕彭身邊的保守派精英也予以消滅。1934年6月28日，當巴本尋求覲見興登堡總統時，布隆堡、賴歇瑙以及親衛隊保安局局長賴因哈德·海德里希調集了他們的部隊進行戒備。6月29日，賴歇瑙打電話給希特勒，提出為避免軍方捲入、由後者親自處理衝鋒隊的建議，兩人還同意封鎖消息，不把清洗羅姆的事告知當時已重病纏身的興登堡。

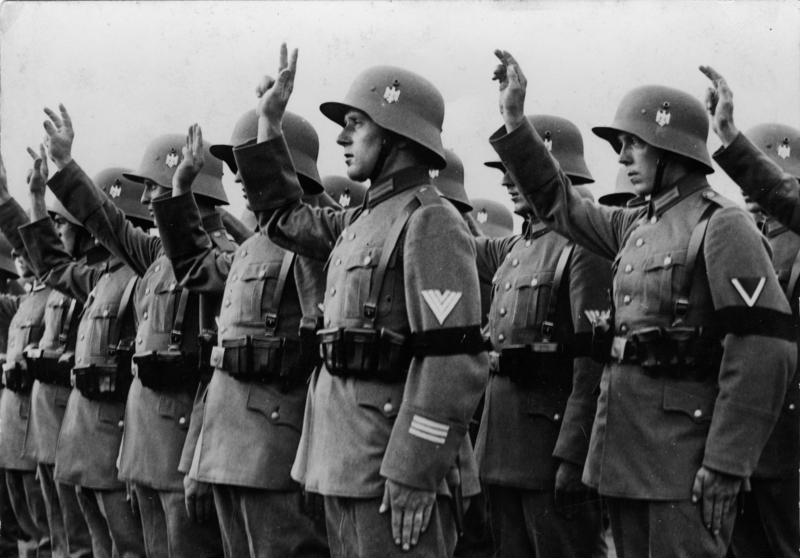
1934年8月，興登堡去世，德軍士兵大聲念出出自賴歇瑙之手的誓詞，宣誓效忠希特勒。

6月30日，「衝鋒隊」的領導班子在「長刀之夜」遇害，同時被處決的還有多名保守派反對黨成員，以及兩位軍方高級將領——庫爾特·馮·施萊謝爾和現役的費迪南·馮·布雷多夫將軍（兩者均為前國防部辦公室主任）。事件发生后，賴歇瑙办公室发布的声明将施萊歇爾称作罗姆“政变”企图的同谋者，谎称其持枪抵抗。歷史學家海因茲·霍內认为在1934年6月30日賴歇瑙、戈林以及親衛隊頭目共同決定了殺害目標人員名單。
8月2日，興登堡去世，而希特勒已在前一天透過《授權法案》兼併了總統和總理的權力，而為了實現完全的獨裁，他要求軍隊向他宣示效忠。同日，由賴歇瑙親自口授、由布隆堡命令軍隊宣誓的誓言正式啟用：
我在上帝面前莊嚴宣誓，將無條件地服從德意志國及人民的元首、國防軍最高統帥阿道夫·希特勒的命令，作為一個勇敢的軍人我將隨時準備犧牲生命以信守諾言。
賴歇瑙和布隆堡希望透過向希特勒個人的效忠能鞏固軍隊和後者的關係，將其與納粹黨分離，進而鞏固軍隊在第三帝國中的權力地位。

#### 「布隆堡–弗里希醜聞」 至吞併捷克斯洛伐克

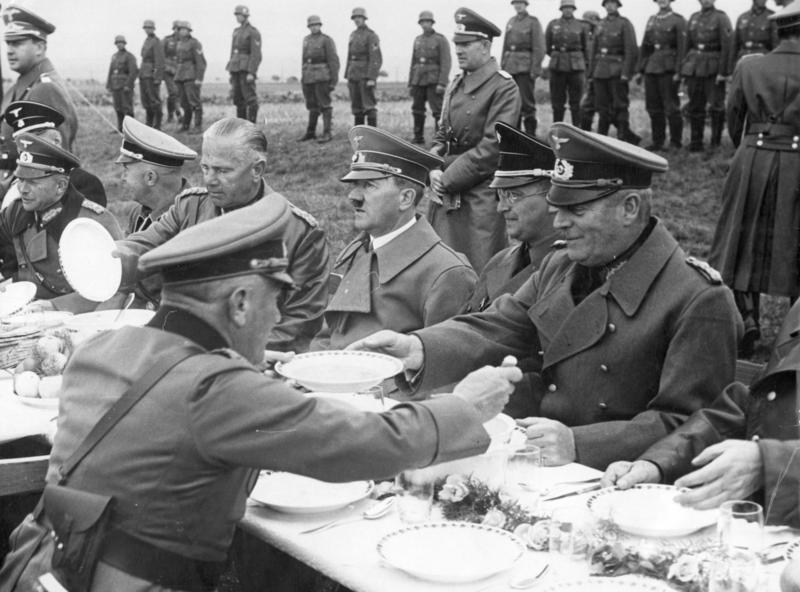
德軍佔領捷克斯洛伐克的蘇台德地區後於當地野餐，坐在希特勒右手側的即是負責本次佔領行動的第4集群司令賴歇瑙炮兵上將。

1935年9月30日，賴歇瑙辭去由國防部辦公室主任改名的國防軍辦公室主任（Chef des Wehrmachtamtes）職務，由威廉·凱特爾取代之。由於自己缺乏指揮營以上規模部隊之經驗，賴歇瑙憑著與希特勒和布隆堡的關係，跳過了更符合他資歷和階級的師級部隊，10月1日，賴歇瑙晉升中將，同時接替威廉·亞當任第7軍兼慕尼黑第7軍區（現時德國最大軍區）司令。賴歇瑙不久後又兼任即將在柏林舉辦的1936年夏季奧林匹克運動會籌備委員，還是柏林奧運村的創始者之一。1936年5月，他代表國防軍出使中華民國，一方面是對早先中國代表團訪德的答謝，一方面也是視察德國軍事顧問團在華工作情形與中德合作之進展、積極予以強化和擴大，除了在場向中方領袖蔣中正提出建軍建議外，亦承諾將試著上書希特勒反對日本侵華。1936年10月1日，賴歇瑙晉升砲兵上將。
1938年，賴歇瑙的上司布隆堡與陸軍總司令弗里希先後因為娶了妓女和同性戀醜聞被迫去職，賴歇瑙袖手旁觀、並未向前上司伸出援手，之後又請戈林、凱特爾等人提名他繼任布隆堡的戰爭部長職務（1935年5月21日，國防部更名為戰爭部），希特勒也有此打算，但倫德斯特再度表態，一旦希特勒啟用賴歇瑙，他與陸軍總參謀長路德維希·貝克、第4軍司令威廉·李斯特、里布等陸軍高級軍官就集體辭職。凱特爾也不喜歡賴歇瑙，他向希特勒評價賴歇瑙：「既不勤奮、又不能勝任，是隻膚淺的三腳貓，也是個討人厭的士兵，他的野心全在政治領域，而不是軍事領域。」最終，希特勒任命瓦爾特·馮·布勞齊區砲兵上將繼任陸軍總司令，並自兼戰爭部長，賴歇瑙則繼任布勞齊區的第4集群司令職務，這支部隊下屬德國全部的機械化部隊，而賴歇瑙本人也是機械化部隊和裝甲戰的支持者。
賴歇瑙在德國一系列外交冒險中擔任了先鋒，在德奧合併事件中希特勒派賴歇瑙和胡戈·施佩勒他認為軍隊中面容最兇惡的兩人去恫嚇奧國總理庫爾特·許士尼格，之後指揮了第4集群於1938年3月開進奧地利。1938年夏，德國與捷克爆發蘇台德危機時，賴歇瑙的部隊也已奉命準備擔任入侵捷克斯洛伐克的「綠色方案」主力，而當時以貝克為首的陸軍領袖們認為即將爆發歐洲大戰，打算辭職抗命，有的人甚至策劃了政變，只有賴歇瑙和第8軍軍長恩斯特·布施將軍相信希特勒的判斷，最終英法德義召開「慕尼黑會議」，和平解決戰爭危機。

### 第二次世界大戰

#### 波蘭與西線

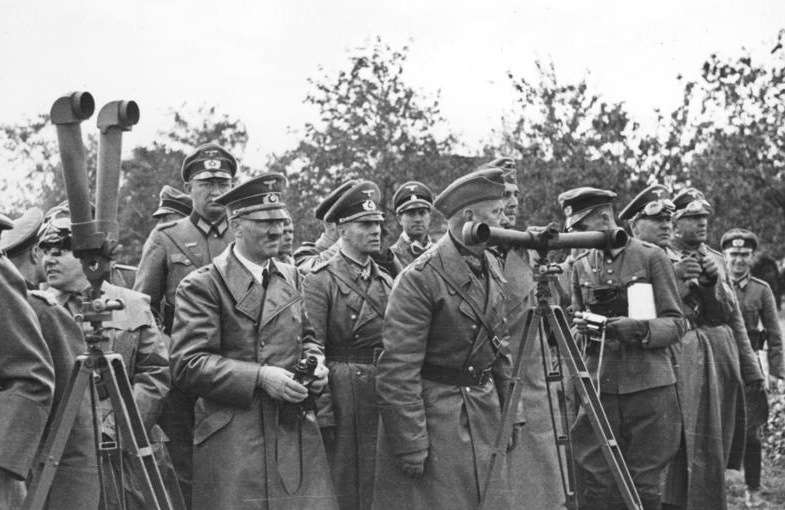
波蘭戰役期間任第10軍團司令的賴歇瑙與希特勒，正在前線視察。

1939年9月1日，德軍入侵波蘭，由此開始第二次世界大戰。賴歇瑙出任由格特·馮·倫德施泰特大將指揮的南方集團軍下轄的第10軍團（8月26日動員後由第4集群更名而來），下轄2個裝甲師、3個輕裝師、2個摩托化師和6個步兵師，涵蓋了德軍大部分的機械化部隊，負責擔任主攻，他的部隊迅速突破波軍的防線，先頭的裝甲部隊在9月8日就抵達了維斯瓦河河畔，賴歇瑙是第一個跨越該河的德國將軍，而且還是游泳過去的。9月11日，賴歇瑙將包圍於拉多姆的波軍消滅，這是二次大戰第一個大型包圍殲滅戰，有6萬名波軍被俘。9月16日，第10軍團再協同第8軍團聯包圍波軍「洛次」與「波茲南」軍團並加以殲滅，之後第10軍團前往布格河，抵達希特勒與史達林約定的蘇德新國境。由於波蘭戰役中表現出色，賴歇瑙於9月30日被授予騎士鐵十字勳章。10月1日，再晉升為大將。
波蘭戰役一結束，希特勒就打算即刻發動西線攻勢，但布勞齊區和總參謀長哈爾德都極力反對，甚至請被認為是希特勒較為偏袒的賴歇瑙去勸服，後者不僅認為冬季將會限制德軍最重要的戰車和飛機的作戰能力，也反對破壞比利時的中立，稱此為「嚴重的犯罪」，並主張希特勒盡快與西方達成和談，但並無作用，反使兩人的關係變得惡化，連同其他觀點上的差異，賴歇瑙與希特勒之間的心結一直到其去世都沒有緩解。1940年5月10日，德軍發動西線攻勢，賴歇瑙指揮於1939年10月10日由第10軍團改名的第6軍團，進攻荷蘭和比利時，迅速消滅荷蘭的抵抗能力，之後轉向比利時。5月28日，賴歇瑙接受比利時國王利奧波德三世及軍隊的投降。賴歇瑙之後再將部隊調往南方，指揮8個步兵師、1個山地師和克萊斯特裝甲集群（下屬4個裝甲師、2個摩托化師、2個親衛隊摩托化師和「大德意志」摩托化步兵團）進攻法國本土。6月22日，法國投降。7月19日，賴歇瑙與另外11名將領被希特勒升為元帥。
1940年底，德國與西班牙商討進攻英屬直布羅陀，第6軍團被選派為執行本作戰——「菲利克斯行動」的單位，賴歇瑙即身負行動總指揮之職，行動最終因西班牙統治者弗朗西斯科·佛朗哥拒不參加而於1941年1月9日被放棄。

#### 蘇德戰爭至去世

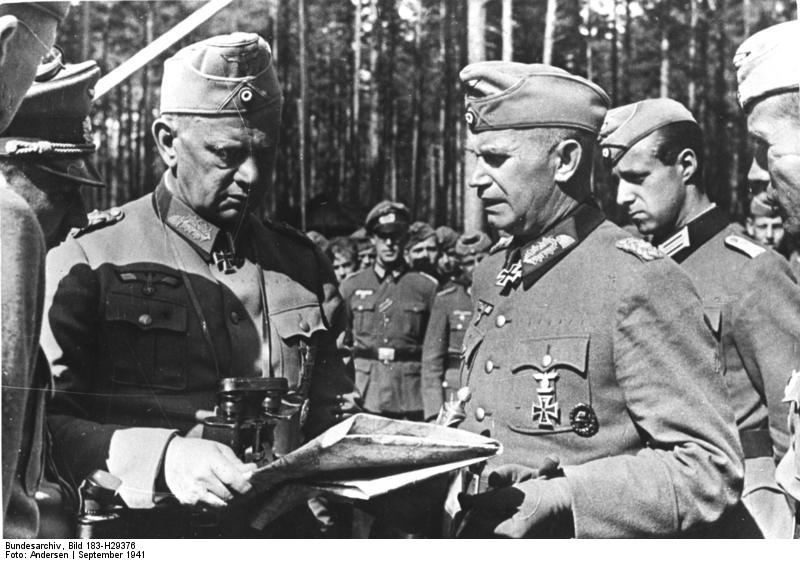
1941年9月，在蘇聯前線與下屬奧托·斯塔夫 (將軍)中將交談的賴歇瑙。

1941年6月22日，儘管賴歇瑙曾盡力阻止，希特勒還是發動「巴巴羅薩作戰」入侵蘇聯，賴歇瑙再度擔任南方集團軍下屬的第6軍團司令，負責進攻烏克蘭。賴歇瑙曾在8月底、9月初建議希特勒組建烏克蘭人和白俄羅斯人組成的輔助部隊來對付蘇軍，但遭希特勒拒絕，賴歇瑙在最後一封信件中還表示德國正在喪失讓傳統上反俄羅斯的烏克蘭人倒向納粹主義的機會。與此同時，賴歇瑙在蘇德戰場上授意施行大量暴行，他於1941年10月10日發布了一份後來被稱作「賴歇瑙命令」的聲明：
這場戰役的目標就是要徹底消滅對布爾什維克-猶太體系……根據戰爭規律，東線的士兵不僅僅是戰士，還是國家無情意志的傳播者，他們還要為德國人遭受的災難復仇……根據這個理由，士兵們必須完全理解實施殘酷行動的必要性，因為這是對猶太人畜生的懲罰。
賴歇瑙還要求部屬全力配合親衛隊殺人小隊——「別動隊」抓補處決猶太人和蘇聯平民的活動，後來他發現「別動隊」處決大量消耗彈藥已威脅到他的彈藥儲備後，賴歇瑙改向「別動隊」指揮官建議殺死一個猶太人最多使用兩顆子彈，發生於1941年9月29日至30日、造成33,771名猶太人死亡的「娘子谷大屠殺」也被認為是賴歇瑙與「別動隊」合作的結果。時至1942年初，已有100萬猶太人和其他族群的平民死於第6軍團的控制區內，體育史學家卡爾·萊納茲認為，若非賴歇瑙於1942年因自然原因死亡，他可能會在紐倫堡審判中被判處死刑。

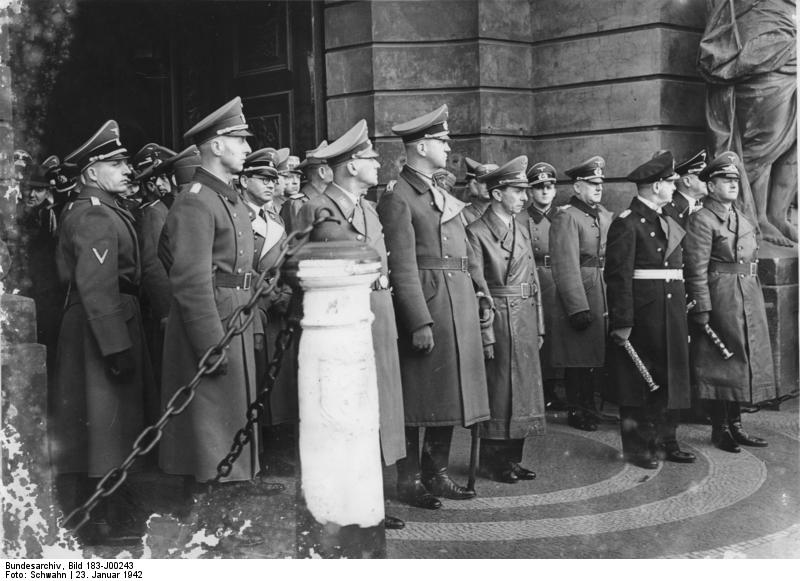
1942年1月23日，柏林舉辦的賴歇瑙國葬儀式。

1941年12月19日，由於莫斯科戰役失敗，希特勒撤除陸軍總司令瓦爾特·馮·布勞希奇的職務，有人提出讓賴歇瑙繼任，但遭希特勒以賴歇瑙「太政治化」為由否決，最終希特勒任命自己為新一任的陸軍總司令，這是賴歇瑙第三次、也是最後一次競爭陸軍總司令職務失敗。與此同時，南方集團軍下屬、由埃瓦爾德·馮·克萊斯特指揮的第1裝甲軍團佔領了羅斯托夫，但卻沒能守住，南方集團軍總司令倫德斯特請求希特勒批准撤退，但後者不肯，倫德斯特便辭職，後由賴歇瑙繼任集團軍總司令，但他一上任後又僅過24小時就命令部隊撤退，再通報給希特勒，而這次後者接受了這個既定事實。
賴歇瑙出任南方集團軍總司令的時間很短，在1941年至1942年的冬季極力將反攻的蘇軍擋在米烏斯河一線。值得一題的是，在烏克蘭南部的克里米亞半島上作戰的第46步兵師，因為受到兩個蘇軍軍團夾擊而撤退，但賴歇瑙對該師擅自撤退極為憤怒，下令逮捕上級的第42軍軍長漢斯·馮·施彭內克將軍，並宣佈剝奪該師所有榮譽、禁止頒發勳獎章和禁止麾下官兵的晉升。
1942年1月12日，賴歇瑙冒著攝氏零下6度的天氣在晨跑，午餐後身體感到不適，他的參謀長曾聽到賴歇瑙喃喃自語「該死！該死！」然後就倒了下去。南方集團軍立即拍電報要求南方集團軍大本營軍醫福拉德博士從休假的德勒斯登趕來，希特勒獲知消息後也親自派飛機將賴歇瑙的家庭醫生送往南方集團軍的大本營所在——波爾塔瓦。經過5天的搶救，賴歇瑙並未恢復意識。1月17日，賴歇瑙被架上飛機，預計送回德國萊比錫接受醫療小組的治療，但途中賴歇瑙就已死亡。賴歇瑙常被認為是死於飛機墜毀，但根據歷史學家瓦爾特·格利茨的說法，當時飛機緊急迫降到一處田裡，賴歇瑙實際上死於心臟病。波蘭宣傳機關大幅宣傳賴歇瑙之死，由於他曾與希特勒有過爭執、又曾懲罰在波蘭施行暴行的親衛隊，被當作是德國軍方和希特勒互不信任的例子，甚至聲稱他曾策劃推翻納粹政權。
1942年1月23日，德國在柏林軍械庫舉行了賴歇瑙的國葬，由戈林主持，希特勒派了倫德斯特作代表，自己並未出席。賴歇瑙被葬於柏林榮軍公墓。

## 評價

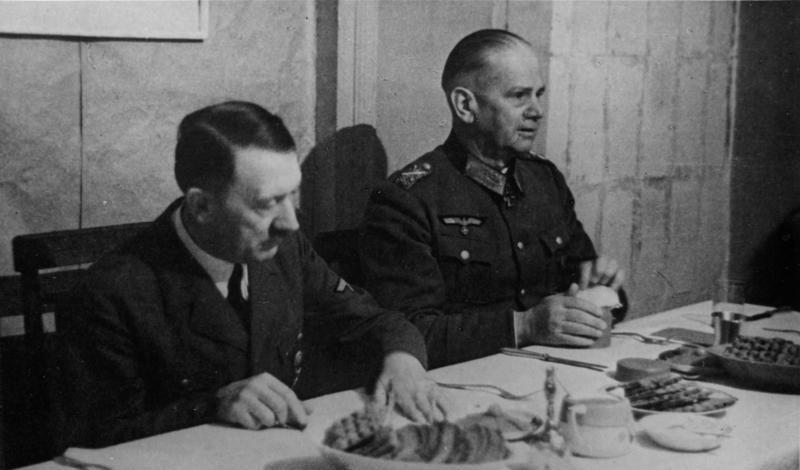
1941年9月賴歇瑙與希特勒於第6軍團司令部共餐，賴歇瑙是極少數敢於在未經邀請的情況下直接闖入希特勒的晚宴的人物（只有納粹高級官員和希特勒的一些老朋友才敢於如此）。

賴歇瑙被認為是希特勒最有能力的一位元帥，也是最特殊的一位。儘管他的外表除了藍色的眼睛外，擁有許多典型普魯士軍人的特徵——俐落的短髮、刻板的容貌，單邊眼鏡，冷漠而難以親近的性格，然而賴歇瑙的內在絕非普魯士軍官的典型，他極端厭惡傳統主義、喜歡研究科學、跟平民交往（尤其是外國人）、英語流利、在家中也只講英語，還翻譯了大量英語軍事著作成德語、他也曾與蔣中正之子蔣緯國共事過一段時間，在塞克特時代嚴令軍官與其他階級往來的官兵關係下還有跟士兵們一起作運動的紀錄。賴歇瑙對待屬下友好且頗具幽默感，但對於違紀者的處罰十分無情，並非一般的監禁、降級或額外的任務，而是予以槍斃，對於自己的要求也十分嚴格，凡是要求部下勇敢和犧牲之處，賴歇瑙都以身作則，這使他很受部屬的愛戴。賴歇瑙對於猶太人的態度則是前後不一的，他在希特勒上台不久曾身著軍裝去參加猶太人的一戰老兵聚會，在1939年波蘭戰役期間還對親衛隊在波蘭犯下的暴行提出嚴重抗議，並嚴令之後部隊裡禁止編入親衛隊的部隊，然而至蘇德戰爭時他又成了強烈的反猶主義者。
賴歇瑙被格利茨評論為德國陸軍中最具革新意識的思想家之一，同時也是一位缺乏感情，有時甚至是一位冷血殘忍的人。歷史作家連·戴頓在其著作《第三帝國閃擊戰》中描述賴歇瑙：「為人冷靜，善於算計，擁有相當程度的專業技能，同時也有能力率部隊出外作戰。他不僅比布隆堡聰明，而且生活經驗也遠比其他同輩更為豐富。……馮·賴歇瑙是第三帝國無情的締造者之一。他在同事中的人緣並不太好，因此他們對他的一些評論並不客觀。」軍事歷史學家B·H·李德·哈特對賴歇瑙的評價則是「個性很強，極有進取心，注重實幹，行事不多加思索，愛憑直覺。雖然他極有抱負，聰明能幹，文化程度很高，甚至能吟詩弄文，但體魄強健，就像一個運動員。多年來他與希特勒過往甚密，自認為效忠於希特勒本人，而不是效忠於黨派。」
賴歇瑙在任第6軍團司令時與參謀長弗里德里希·保盧斯被認為是一個互補、理想的組合，保盧斯做事有條不紊、賴歇瑙則是諸事親力親為的獨斷領導，且討厭辦公室作業，兩人的共事關係也相當不錯。1941年11月30日，倫德斯特辭去南方集團軍司令，賴歇瑙繼承其職務後，在1941年12月3日的一次素食餐宴上，賴歇瑙向希特勒提及其同時兼任集團軍司令和第6軍團司令職務過於繁重，推薦了保盧斯繼任第6軍團司令。賴歇瑙知道保盧斯沒有指揮過大部隊的經歷，但他認為可以一手引導後者度過最初的障礙。希特勒本人也頗喜歡保盧斯，因此在1942年1月1日保盧斯晉升為裝甲兵上將，並在4天後以明顯不足的資歷接掌了第6軍團的指揮權，然而賴歇瑙這位「庇護者」和「導師」在保盧斯完成「課程」前就於1942年1月17日去世。值得一提的是，第6軍團日後在保盧斯指揮下於史達林格勒戰役中被蘇軍包圍，在即將彈盡糧絕時賴歇瑙的名字又被人提及，當時保盧斯手下所有軍長都要求不惜代價發起突圍，第4軍軍長埃爾溫·耶內克便告訴保盧斯：「賴歇瑙不會讓部隊繼續留在這裡的」，而後者嚴肅地回覆：「我不是賴歇瑙」，最終第6軍團向蘇軍投降而徹底覆滅。

## 榮譽
- 德意志帝國 鐵十字勳章（1914年版）：二級
- 德意志帝國 鐵十字勳章（1914年版）：一級
- 德意志帝國 四級皇冠勳章（英语：Order of the Crown (Prussia)）：（普魯士）
- 德意志帝國 騎士級霍亨索倫皇家勳章
- 德意志帝國 騎士級弗里德里希勳章（德语：Friedrichs-Orden）
- 德意志帝國 漢堡漢薩十字勳章（德语：Hanseatenkreuz）
- 奧匈帝國 三級軍功十字勳章（德语：Militärverdienstkreuz (Österreich)）
- 納粹德國 騎士鐵十字勳章：1939年9月30日獲得
- 納粹德國 榮譽戰鬥十字章
- 納粹德國 1938年10月1日紀念章
- 納粹德國 國防軍長期服役勳章
- 納粹德國 馬術徽章（德语：Leistungsabzeichen (Pferdesport)）

資料來源：

## 註解
1. ↑  賴歇瑙與庫爾特·馮·施萊謝爾將軍關係非常惡劣，歷史學者薩穆爾·米查姆認為賴歇瑙從柏林被發配到柯尼斯堡便是後者所造成的，兩人同樣都對政治非常感興趣，但賴歇瑙無疑是更為優秀的士兵，而兩人的女性緣都很好可能是其交惡主因[18]。
2. ↑  在威瑪防衛軍的體制下，德國軍隊有別於以往帝國時代總參謀部有統覽戰時一切權力、且與海軍總參謀部互不協調的架構，國防部被布隆堡改組為統籌陸海軍（1935年後加入空軍）參謀組織的機構，使其密切協調，國防部長為三軍總司令，原本的總參謀部則被凡爾賽條約禁止，改設為「部隊室」，但正走向沒落，幾乎成了國防部長的軍事顧問，而賴歇瑙的國防部辦公室主任職務，實際上就相當於三軍參謀組織的首長，形同陸軍的二號人物，而原本的總參謀長、現「部隊室主任」（Chefs des Truppenamts）則成了國防部長、國防部辦公室主任、陸軍總司令（Chef der Heeresleitung，或又譯作「統帥部長官」、「陸軍總指揮」）下的第四號人物[22][23]。
3. ↑  此前保盧斯只有在承平時期指揮過步槍連2年，如今要指揮兵員高達25萬人的第6軍團[72]。

## 註腳
1. ↑  傅寶真（1998年），第279页
2. 1 2 3  Barnett（1995年），第207页
3. 1 2 3  Lennartz（2006年），第27页
4. ↑  Neitzel（2003年）
5. ↑  Cahier
6. 1 2 3 4  Mitcham（2008年），第23页
7. 1 2 3 4 5 6 7 8  張瀚濤（2017年），第841页
8. ↑  Mühle & Scriba（1999年）
9. 1 2 3  Barnett（1995年），第208页
10. 1 2 3 4 5  Lexikon-der-wehrmacht
11. 1 2 3  ww2gravestone
12. 1 2  Lennartz（2006年），第29页
13. ↑  Barnett（1995年），第207-208页
14. 1 2  Mitcham（2009年），第179页
15. 1 2 3 4  Vermeer（2017年）
16. 1 2 3 4 5 6 7  Mitcham（2009年），第180页
17. 1 2 3 4  Lennartz（2006年），第30页
18. ↑  Mitcham（2008年），第23-24页
19. ↑  Hürter（2007年），第130页
20. ↑  Mitcham（2008年），第24页
21. 1 2  張瀚濤（2017年），第842页
22. ↑  劉怡（2005年），第64-65页
23. ↑  Gorlitz（1980年），第263-265页
24. ↑  Simkin（1997年）
25. ↑  Deighton（1996年），第50页
26. ↑  傅寶真（2002年），第43-44页
27. ↑  Wheeler-Bennett（2005年），第301页
28. ↑  劉怡（2005年），第52-53页
29. 1 2  Mitcham（2009年），第181页
30. ↑  Mitcham（2008年），第22页
31. ↑  Höhne（1996年），第182、208、224页
32. ↑  Mitcham（2008年），第24-25页
33. ↑  劉怡（2005年），第55页
34. ↑  Höhne（1996年），第266-275页
35. ↑  劉怡（2005年），第62页
36. ↑  張瀚濤（2017年），第844页
37. 1 2  克肖（2005年），第409-410页
38. ↑  Höhne（1996年），第287页
39. ↑  Barnett（1995年），第210页
40. ↑  傅寶真（1998年），第278-280页
41. ↑  劉怡（2015年），第92页
42. 1 2  Lennartz（2006年），第32页
43. ↑  張瀚濤（2017年），第846-847页
44. ↑  張瀚濤（2017年），第846页
45. ↑  Mitcham（2008年），第134页
46. 1 2  張瀚濤（2017年），第847-848页
47. ↑  Barnett（1995年），第211页
48. ↑  張瀚濤（2017年），第849页
49. ↑  Barnett（1995年），第212页
50. 1 2  張瀚濤（2017年），第852-853页
51. ↑  苏真（1994年），第146-147页
52. ↑  張瀚濤（2017年），第853-854页
53. 1 2  張瀚濤（2017年），第854页
54. ↑  弗里茨（2017年），第97页
55. ↑  Wette（2006年），第284页
56. 1 2  Mitcham & Mueller（2000年），第76页
57. ↑  Wette（2006年），第112、114、124页
58. ↑  Berkhoff（2015年），第3页
59. ↑  張瀚濤（2017年），第854-855页
60. 1 2  張瀚濤（2017年），第855页
61. ↑  Barnett（1995年），第213页
62. 1 2 3  Commission on Assisted Dying
63. ↑  Lennartz（2006年），第38页
64. 1 2  Deighton（1996年），第44页
65. ↑  Mueller（2007年），第92页
66. ↑  傅寶真（2002年），第43页
67. ↑  張瀚濤（2017年），第847页
68. ↑  苏真（1994年），第149页
69. ↑  張瀚濤（2017年），第853页
70. ↑  李德·哈特（2011年），第68页
71. ↑  Mitcham（2009年），第19页
72. ↑  Barnett（1995年），第354页
73. ↑  Mitcham & Mueller（2000年），第76-77页
74. ↑  格兰茨 & 豪斯（2016年），第25-26页
75. ↑  Tarrant（1992年），第143页
76. ↑  Mitcham & Mueller（2000年），第92页
77. ↑  張瀚濤（2017年），第752页
78. ↑  STIWOT